# ایزی (سبزوار)
ایزی، روستایی است از توابع بخش مرکزی شهرستان سبزوار استان خراسان رضوی ایران

## جمعیت
این روستا در دهستان قصبه شرقی قرار داشته و بر اساس سرشماری سال ١٣۸۵ جمعیت آن ٢١٣٢ نفر 
بوده‌است.